# 高堡站
高堡站是一座布拉格地铁C线的地铁站。此站站名来源是附近的高堡。